# 서울신당초등학교
서울신당초등학교(서울新當初等學校)는 대한민국 서울특별시 중구에 있는 공립 초등학교이다.

## 학교 연혁
- 2007년 5월 3일: 개교

## 참고 자료
- 서울신당초등학교 - 한국교육학술정보원 학교알리미